# So What (Pink-Lied)
So What ist ein Lied der US-amerikanischen Sängerin Pink aus dem Jahr 2008. Der Pop-Rock-Song wurde von Pink, Max Martin und Shellback geschrieben.

## Entstehungsgeschichte
Pink beschrieb die Entstehung des Liedes in einem Interview mit dem kanadischen Journalisten Jason MacNeil. Bei der Zusammenarbeit mit den schwedischen Musikproduzenten Max Martin und Shellback (Karl Johan Schuster) in den Maratone Studios in Stockholm, in dem das Lied auch aufgenommen wurde, entstand zunächst das den Song einleitende Gitarrenriff. Pink, die sich Anfang 2008 von ihrem Ehemann, dem Motocrossfahrer Carey Hart getrennt hatte, textete dazu den Beginn der ersten Strophe „I guess I just lost my husband, I don’t know where he went.“ (Ich glaube ich habe gerade meinen Gatten verloren, ich weiß nicht wo er hin ist). Die betroffene Reaktion von Martin und Shellback weckte ihr Interesse. Der als Frage formulierte Titel So What kann mit Na und übersetzt werden. Pink bezeichnete das Lied als Witz („joke“). Ihrer Meinung nach handele es sich um einen kitschigen aber gleichzeitig lustigen Text über die Allüren eines Rockstars: „I’m still a rock star / I got my rock moves“ (Ich bin immer noch ein Rockstar / Ich habe meine Rockposen).

## Hintergrund
Der Song wurde am 11. August 2008 von LaFace Records veröffentlicht. Es handelt sich um die erste Singleauskopplung ihres Albums Funhouse. Nach So What folgten als Single die Lieder Sober, Please Don’t Leave Me, Funhouse, I Don't Believe You und Bad Influence.

## Musikvideo
Das Musikvideo zur Single wurde 2008 unter der Regie von Dave Meyers bei dem Plattenlabel LaFace Records realisiert.
Das Video beginnt in einem Tattoo-Laden. Pink zeigt eine Tätowierung auf ihrem Arm. In der nächsten Frequenz sieht man Pink angetrunken mit einem Rasenmäher im öffentlichen Verkehr fahren. Danach befindet sich Pink in einem Geschäft, wo Gitarren verkauft werden, wovon sie eine zerstört und den Verkäufer attackiert. Im Anschluss daran sieht man die Sängerin mit einer Kettensäge einen Baum mit der Aufschrift Alecia + Carey absägen.

## Titelliste der Single
CD-Single
1. So What (Main)
2. Could’ve Had Everything (Main)

Maxi-Single
1. So What (Main)
2. So What (Instrumental)
3. Could’ve Had Everything (Main)
4. So What (Video)

## Rezensionen
Max Brandl von Laut.de kritisiert in seiner Rezension des Albums Funhouse die Zweckentfremdung ihrer Privatsphäre. So What sei aber trotz der prominenten Verarbeitung ihrer Trennung mit Abstand die fetzigste Nummer des Albums.

## Kommerzieller Erfolg

### Chartplatzierungen
So What ist Pinks erste Single, die es in den Billboard Hot 100 auf Platz eins schaffte.
| ChartsChartplatzierungen       | Höchstplatzierung | Wochen |
| ------------------------------ | ----------------- | ------ |
| Deutschland (GfK)              | 1 (28 Wo.)        | 28     |
| Österreich (Ö3)                | 1 (32 Wo.)        | 32     |
| Schweiz (IFPI)                 | 1 (41 Wo.)        | 41     |
| Vereinigte Staaten (Billboard) | 1 (23 Wo.)        | 23     |
| Vereinigtes Königreich (OCC)   | 1 (36 Wo.)        | 36     |

| ChartsJahrescharts (2008)      | Platzierung |
| ------------------------------ | ----------- |
| Deutschland (GfK)              | 16          |
| Österreich (Ö3)                | 16          |
| Schweiz (IFPI)                 | 11          |
| Vereinigte Staaten (Billboard) | 24          |
| Vereinigtes Königreich (OCC)   | 14          |

| ChartsJahrescharts (2009)      | Platzierung |
| ------------------------------ | ----------- |
| Deutschland (GfK)              | 77          |
| Österreich (Ö3)                | 43          |
| Schweiz (IFPI)                 | 30          |
| Vereinigte Staaten (Billboard) | 45          |

| ChartsJahrescharts (2000–2009) | Platzierung |
| ------------------------------ | ----------- |
| Vereinigte Staaten (Billboard) | 92          |

### Auszeichnungen für Musikverkäufe
| Land/Region                  | Auszeichnungen für Musikverkäufe (Land/Region, Auszeichnung, Verkäufe) | Verkäufe  |
| ---------------------------- | ---------------------------------------------------------------------- | --------- |
| Australien (ARIA)            | 10× Platin                                                             | 700.000   |
| Belgien (BRMA)               | Gold                                                                   | 15.000    |
| Dänemark (IFPI)              | Platin                                                                 | 15.000    |
| Deutschland (BVMI)           | Platin                                                                 | 300.000   |
| Finnland (IFPI)              | Gold                                                                   | 7.407     |
| Italien (FIMI)               | Gold                                                                   | 25.000    |
| Kanada (MC)                  | 5× Platin                                                              | 400.000   |
| Mexiko (AMPROFON)            | 3× Gold                                                                | 90.000    |
| Neuseeland (RMNZ)            | 3× Platin                                                              | 90.000    |
| Österreich (IFPI)            | Gold                                                                   | 15.000    |
| Schweden (IFPI)              | Gold                                                                   | 10.000    |
| Schweiz (IFPI)               | Platin                                                                 | 30.000    |
| Spanien (Promusicae)         | Gold                                                                   | 30.000    |
| Vereinigte Staaten (RIAA)    | —                                                                      | 4.624.000 |
| Vereinigtes Königreich (BPI) | 2× Platin                                                              | 1.300.000 |
| Insgesamt                    | 7× Gold · 24× Platin ·                                                 | 7.651.407 |

Hauptartikel: Pink (Musikerin)/Auszeichnungen für Musikverkäufe